# Tomorrow People (singolo)
Tomorrow People è un brano musicale reggae inciso nel 1988 dal gruppo musicale giamaicano Ziggy Marley and the Melody Makers e pubblicato come singolo estratto dall'album Conscious Party. Autore del brano è Ziggy Marley.
Il singolo, pubblicato su etichetta Virgin Records e prodotto da Chris Frantz e Tina Weymouth, raggiunse il quinto posto delle classifiche in Belgio e in Italia.

## Significato del testo
(Tomorrow People (1988))
Nel testo ci si interroga sul futuro dei giovani d'oggi, che inevitabilmente si perderanno se nel loro cuore non regnerà più l'amore.

## Tracce
7"
1. Tomorrow People – 3:31
2. We A Guh Some Weh – 3:50

## Staff artistico
- Ziggy Marley (voce)
- Jerry Harrison (tastiere)[2]

## Classifiche
| Classifica    | Posizione massima | Nr. di settimane |
| ------------- | ----------------- | ---------------- |
| Australia     | 36                | 6                |
| Belgio        | 5                 | 11               |
| Italia        | 5                 |                  |
| Nuova Zelanda | 15                | 10               |
| Paesi Bassi   | 7                 | 15               |
| Regno Unito   | 22                |                  |
| Stati Uniti   | 39                |                  |